# Hans Ulrich Granow
Hans Ulrich Granow (geboren 21. Januar 1902 in Liegnitz, Deutsches Reich; gestorben 9. August 1964 in Stockholm) war ein deutscher Diplomat in der Zeit des Nationalsozialismus und Botschafter der Bundesrepublik Deutschland.

## Leben
Der Sohn des Arztes Otto Granow wuchs in Frankfurt am Main auf und besuchte dort das Lessing-Gymnasium. An der Frankfurter Universität studierte er Rechtswissenschaften. Er promovierte 1924 zum Dr. jur. und legte 1927 die zweite juristische Staatsprüfung ab. Er trat 1928 in den Auswärtigen Dienst ein und war in den Auslandsvertretungen in Bagdad, New York, Ottawa, Paris und Amsterdam eingesetzt. In Kanada war er von 1937 bis 1939 tätig und forderte am 14. März 1938 das kanadische Außenministerium auf, Rassengesetze einzuführen. Zum 1. April 1939 trat er der NSDAP bei (Mitgliedsnummer 7.025.233).
Am 19. Mai 1941 traf er als Nachhut Fritz Grobbas in Bagdad ein, um ihn bei dessen Bemühungen zu unterstützen, den Irak gegen die Alliierten zu mobilisieren. Nach der Niederlage der Putschisten gegen die Briten war er als Vertreter Grobbas zeitweilig Begleiter des vormaligen irakischen Ministerpräsidenten Raschid Ali al-Gailani und des „Großmuftis von Jerusalem“ Mohammed Amin al-Husseini, die nach Deutschland geflohen waren. Ab Oktober 1941 war er im besetzten Griechenland und übernahm in einem Lager bei Sunion die politische Führung der etwa 130 arabischen Freiwilligen, die den Kern einer irakisch-arabischen Armee bilden sollten. Daher wurde er auch 1944 auf dem Truppenübungsplatz Döllersheim im Range eines Sonderführers Z beim Deutsch-arabischen Bataillon 845 eingesetzt. Im September 1944 wurde Granow aufgrund des „Führererlass über die Fernhaltung international gebundener Männer von maßgebenden Stellen in Staat, Partei und Wehrmacht vom 19. Mai 1943“ entlassen, da er sich von seiner Frau, die geborene Niederländerin Marietje Coert, die seit der Hochzeit 1932 die deutsche Staatsbürgerschaft besaß, nicht scheiden lassen wollte. 
Über eine Internierung nach Kriegsende ist nichts bekannt. Ab November 1945 war Granow im hessischen Justizdienst und amtierte bis 1950 als Amtsrichter in Lauterbach. Im Jahr 1946 war er außerdem Vorsitzender eines Überprüfungsamtes bei der Entnazifizierung. Über seine eigene Entnazifizierung ist nichts bekannt.
Im Februar 1950 wechselte er ins Bundesfinanzministerium und wurde zum Ministerialrat befördert. Im Februar 1953 ging er wieder in den Auswärtigen Dienst, zunächst als Generalkonsul in Singapur, anschließend 1957 als Botschafter in der malaiischen Hauptstadt Kuala Lumpur. 1958 bis 1961 war er als Nachfolger von Gustav Strohm Botschafter in der Südafrikanischen Republik. Der Leiter der Hamburger Pressestelle, Erich Lüth, kritisierte den Botschafter 1961 wegen dessen „Anbiederung“ an die Apartheidpolitik der südafrikanischen Regierung, wo „Zurückhaltung am Platze gewesen wäre“. Nach Angabe seiner Tochter Bettina sprach Hans Ulrich Granow holländisch, was dem Afrikaans sehr ähnlich ist. Die Beherrschung der Landessprache machte in allen Ländern einen guten Eindruck und kann nicht als "Anbiederung" verstanden werden und schon gar nicht mit der Politik dieses Landes. Er verstand sich als Vertreter der BRD. 
Von Mai 1963 bis August 1964 war er Botschafter in Stockholm.
Von seinen vier Kindern wurde der älteste Sohn Dietrich (1933–2017) ebenfalls Diplomat.

## Schriften
- Beiträge in:  Wörterbuch des Völkerrechts.  Begr. von Karl Strupp, in völlig neu bearb. 2. Aufl. hrsg. von Hans-Jürgen Schlochauer. Berlin  : de Gruyter, 1960.